# Municipio de Greenleaf (Minnesota)
El municipio de Greenleaf (en inglés: Greenleaf Township) es un municipio ubicado en el condado de Meeker en el estado estadounidense de Minnesota. En el año 2010 tenía una población de 676 habitantes y una densidad poblacional de 6,69 personas por km².

## Geografía
El municipio de Greenleaf se encuentra ubicado en las coordenadas 45°0′55″N 94°34′23″O / 45.01528, -94.57306. Según la Oficina del Censo de los Estados Unidos, el municipio tiene una superficie total de 101.04 km², de la cual 92,83 km² corresponden a tierra firme y (8,13 %) 8,21 km² es agua.

## Demografía
Según el censo de 2010, había 676 personas residiendo en el municipio de Greenleaf. La densidad de población era de 6,69 hab./km². De los 676 habitantes, el municipio de Greenleaf estaba compuesto por el 99,11 % blancos, el 0,15 % eran afroamericanos, el 0,15 % eran amerindios, el 0,15 % eran asiáticos, el 0,15 % eran de otras razas y el 0,3 % eran de una mezcla de razas. Del total de la población el 1,04 % eran hispanos o latinos de cualquier raza.